# Expeditie van Abdullah ibn Rawaha
De Expeditie van Abdullah ibn Rawaha vond plaats in februari 628.
Mohammed stuurde Abdullah ibn Rawaha op pad om al-Yusayr ibn Rizam om te brengen. Naar verluidt was hij in Khaybar om de stam Banu Ghatafan tegen Mohammed op te zetten. Abdullah ging met 30 ruiters naar Khaybar. Ze haalden al-Yusayr over met hen mee te gaan naar Mohammed in Medina. Ze zeiden dat Mohammed hem zou willen aanstellen als leider over Khaybar. al-Yusayr ging met 30 van zijn metgezellen mee naar Medina. Zes mijl van Khaybar veranderde al-Yusayr van gedachten. Abdullah dacht dat al-Yusayr zijn zwaard pakte en hakte zijn been eraf. Vervolgens verwondde al-Yusayr Abdullah aan zijn hoofd met een stuk hout. Er ontstond een gevecht tussen de twee partijen waarbij al-Yusayr en 29 van zijn metgezellen werden gedood. Slechts één van zijn metgezellen wist te ontkomen.